# 滋賀県立大学
滋賀県立大学（しがけんりつだいがく、英語: The University of Shiga Prefecture）は、滋賀県彦根市にある公立大学。公立大学法人滋賀県立大学によって運営されている。

## 概観
初代学長は動物行動学者の日高敏隆（京都大学名誉教授）である。前身の滋賀県立短期大学（農業部、工業部、家政部）を4年制大学に改組して発足した。

## 沿革

### 年表
- 1991年（平成3年）11月27日 - 開設準備委員会を設置し、初会合を開催[2]。
- 1993年（平成5年）9月16日 - 学舎整備事業の起工式を開催[3]。
- 1994年（平成6年）
  - 4月28日 - 設置認可を申請[4]。
  - 12月21日 - 設置を認可される[5]。
- 1995年（平成7年）
  - 4月10日 - 滋賀県立大学 開学、初の入学式[6]。環境科学部・工学部・人間文化学部を設置[7]。
  - 6月6日 - 開学式[8]。
- 1996年（平成8年）
  - 4月 - 神戸の中国資料館から受け入れた蔵書2万冊を一般公開[9]。
  - 9月7日 - 交流センターを開置[10][11]。
- 1998年（平成10年）- 学舎が公共建築百選に選定される[12]。
- 1999年（平成11年）3月24日 - 初の卒業式と同窓会の設立総会を開催[13]。
- 2002年（平成14年）
  - 3月13日 - 滋賀大学と単位互換協定に調印[14]。
  - 4月28日 - 人間看護学部設置認可を申請[15]。
  - 12月19日 - 人間看護学部設置を認可される[16]。
- 2003年（平成15年）4月 - 人間看護学部を設置[17]。
- 2005年（平成14年）3月24日 - 看護大学短期部を廃止[18]。
- 2006年（平成18年）4月 - 公立大学法人滋賀県立大学の設置により、運営する大学となる[19]。
- 2007年（平成19年）4月 - 大学院人間看護学研究科修士課程開設。
- 2008年（平成20年）
  - 4月 - 工学部に電子システム工学科を設置。
  - 9月7日 - 環境共生システム研究センターを開設[20][21]。
- 2009年（平成21年）11月9日 - アウクスブルク大学と交流協定を締結[22]。
  - 電子システム工学科棟が完成。
- 2012年（平成24年）- 人間文化学部に国際コミュニケーション学科を設置。
- 2025年（令和7年）- 人間看護学研究科人間看護学専攻博士課程を開設予定。
- 2028年（令和10年）- 公立大学法人滋賀県立大学のもとで、滋賀県立高等専門学校を野洲市に開講予定[23]。滋賀県立大学内に開設準備室を設置。

## 教育および研究

### 組織

#### 学部
- 環境科学部
  - 環境生態学科 [注 1]
  - 環境政策・計画学科 [注 2]
  - 環境建築デザイン学科
  - 生物資源管理学科 （植物グループ[注 3]、動物・魚類・昆虫グループ[注 4]、化学グループ[注 5]、経済グループ[注 6]、微生物グループ[注 7]、水資源・水環境グループ[注 8]の各分野）
- 工学部
  - 材料科学科
  - 機械システム工学科
  - 電子システム工学科
- 人間文化学部
  - 地域文化学科
  - 生活デザイン学科
  - 生活栄養学科
  - 人間関係学科
  - 国際コミュニケーション学科
- 人間看護学部
  - 人間看護学科

#### 研究科
- 環境科学研究科
  - 環境動態学専攻
  - 環境計画学専攻
- 工学研究科
  - 材料科学専攻
  - 機械システム工学専攻
- 人間文化学研究科
  - 地域文化学専攻
  - 生活文化学専攻
- 人間看護学研究科
  - 人間看護学専攻

## 学生生活

### クラブ活動
- 滋賀県立大学体育会
  - 男子バレーボール部
  - 女子バレーボール部
  - 男子バスケットボール部
  - 男子硬式庭球部
  - 女子硬式庭球部
  - バドミントン部
  - 陸上競技部
  - 剣道部
  - 弓道部
  - 柔道部
  - 合気道部
  - 硬式野球部
  - 軟式野球部
  - ウィンドサーフィン部
  - カヌー部
  - 漕艇部(休部中)
  - 水泳部
  - ゴルフ部
  - 卓球部
  - サッカー部
  - フットサル部
  - 体操・トランポリン部

### 学園祭

#### 湖風祭
- 例年11月第2週の金土日の3日間に渡って学園祭「湖風祭」（こふうさい）が開催されている[24]。
  - 特徴　大学が環境科学部を擁するため、学園祭も環境に配慮した取組を積極的に行っている[25]。ゴミらというキャラクターゴミ箱によるゴミ分別や、Myはし企画、使い捨て皿ではなく何度でも使えるプラスチック皿を採用したDRP（Dish Return Project）など省資源対策に取り組んでいる。キャラクターゴミ箱のゴミらから生まれた「環境戦隊ゴミらレンジャーショー」、人間文化学部生活文化学科生活デザイン専攻の3回生を中心として行われる「Fashion Show」など学生の手作り感を全面に出した学園祭となっている。

#### 湖風夏祭
- 学園祭に先立ち6月下旬の土曜日に夏祭「湖風夏祭」（うみかぜなつまつり）が開催されている[26]。
  - 特徴　夏らしさを演出するため、浴衣参加者への特典、うちわの配布などが行われている[26]。地域とのつながりをコンセプトの一つとしており、地域で活躍する団体の参加や江州音頭などが行われている。

### イベント
- 滋賀県立大学オーケストラの定期演奏会が秋にひこね市文化プラザにて開催される。

滋賀県立大学オーケストラの公式HP

## 大学関係者と組織

### 大学関係者一覧
- 滋賀県立大学の人物一覧

## 施設

### キャンパス
キャンパスは琵琶湖岸近くに立地する。1998年（平成10年）の公共建築百選に選定されている。

## 対外関係

### 地方自治体との協定
- 滋賀県立大学と彦根市の連携・協力に関する協定（2011年締結）[27]
  - 彦根市

- 産官学民連携による新しいまちづくり活動に向けた四者連携協定（2011年締結）[28]
  - 近江八幡市
- 包括的な連携・協力協定（2011年締結）[29]
  - 長浜市
- 東近江市と滋賀県立大学との連携・協力に関する協定（2012年締結）
  - 東近江市
- 米原市と滋賀県立大学との連携・協力に関する協定（2012年締結）
  - 米原市
- 守山市と滋賀県立大学との連携・協力に関する協定（2013年締結）
  - 守山市
- 愛荘町、豊郷町、甲良町、多賀町と滋賀県立大学との連携・協力に関する協定（2014年締結）[30]
  - 愛荘町
  - 豊郷町
  - 甲良町
  - 多賀町
- 草津市と滋賀県立大学との連携・協力に関する協定（2016年締結）[31]
  - 草津市
- 大津市と公立大学法人滋賀県立大学との包括連携に関する協定（2019年締結）[32]
  - 大津市
- 竜王町と滋賀県立大学との包括連携に関する協定（2019年締結）[33]
  - 竜王町
- 高島市と公立大学法人滋賀県立大学との包括連携に関する協定（2020年締結）[34]
  - 高島市
- 公立大学法人滋賀県立大学と野洲市との包括連携に関する協定（2022年締結）[35]
  - 野洲市
- 包括連携に関する協定（2022年締結）[36]
  - 日野町

### 他大学との協定

#### 国外の大学間協定
- 北アメリカ
  -  アメリカ合衆国
    - ミシガン州立大学連合
    - ミシガン州立大学
    - レイクスペリオル州立大学
    - ランシングコミュニティカレッジ
    - オーバーン大学モントゴメリー校
    - アルマカレッジ
    - コロンビアカレッジ
    - オリンピックカレッジ
    - スカジットバレーカレッジ
    - マウントセントメリーズ大学
    - スリッパリーロック大学
    - エベレットカレッジ
    - ポートランド州立大学
    - ヒューストン大学ヴィクトリア校

  -  カナダ
    - ビクトリア大学

- アジア
  -  モンゴル
    - モンゴル国立大学

  -  中国
    - 湖南師範大学
    - 湖南農業大学
    - 中南大学
    - 海南大学
    - 青海民族大学
    - 内蒙古民族大学

  -  バングラデシュ
    - ジャハンギルナガル大学

  -  ベトナム
    - ダナン大学

  -  韓国
    - 蔚山大学
    - 光云大学校
    - 江原大学校

  -  中華民国
    - 中興大学

  -  フィリピン
    - サントトーマス大学

  -  インド
    - インド国立工科大学

- ヨーロッパ
  -  ドイツ
    - アウクスブルク大学

  -  スペイン
    - セヴィーリャ大学

  -  フランス
    - リール政治学院
    - オルレアン大学

  -  イギリス
    - リーズ大学
    - ヨークセントジョン大学

  -  イタリア
    - ペルージャ外国人大学

- オセアニア
  -  ニュージーランド
    - オークランド大学イングリッシュランゲージアカデミー

  -  オーストラリア
    - シドニー工科大学

## 産学連携
産学連携センターを設置している。
連携協定の締結先企業としては、日本電気硝子がある。